# 佐野亨
佐野 亨（さの とおる、1982年11月24日 - ）は、東京都文京区生まれのフリーライター、編集者。

## 来歴
日本映画学校（現・日本映画大学）卒業。出版社勤務を経て、フリーランスの編集・文筆業に。「キネマ旬報」が主催するキネマ旬報ベスト・テンの選考委員、国立映画アーカイブ（NFAJ）客員研究員を務めている。

## 著書
- 『ディープヨコハマをあるく』（辰巳出版、2022年）

## 編書
- 日本推理作家協会編『作家と遊ぼう！ ミステリーカレッジ メモリアルブック』（角川書店）
- 日本映画学校監修『シネリテラシー 映像文化の未来を考える』（早美出版社）
- キネマ旬報社編『映画館のある風景 昭和30年代盛り場風土記・関東篇』（キネマ旬報社）
- 今村昌平著、佐藤忠男編著『教育者・今村昌平』（キネマ旬報社）
- 渡部幻・佐野亨編『ゼロ年代アメリカ映画100』（芸術新聞社）
- 北沢夏音監修、渡部幻主編『80年代アメリカ映画100』（芸術新聞社）
- 大場正明監修、佐野亨主編『90年代アメリカ映画100』（芸術新聞社）
- 渡部幻主編『70年代アメリカ映画100』（芸術新聞社）
- 石坂健治・市山尚三・野崎歓・松岡環・門間貴志監修『アジア映画の森 新世紀の映画地図』（作品社）
- 文藝別冊『タモリ』（河出書房新社）
- 文藝別冊『クリント・イーストウッド』（河出書房新社）
- 佐野亨編『アニメのかたろぐ 1990-1999』（河出書房新社）
- 佐野亨編『昭和・平成お色気番組グラフィティ』（河出書房新社）

## 映像作品
- 私をみつめて（2004 木村茂之監督）　※制作担当
- ほんとにあった! 呪いのビデオ20（2005 福田陽平監督）　※演出補
- ほんとにあった! 呪いのビデオ21（2006 福田陽平監督）　※演出補
- 花と兵隊（2009 松林要樹監督）　※編集協力